# Enhydris enhydris
Espèce
Synonymes
- Hydrus enhydris Schneider, 1799
- Enhydris caerulea Latreille, 1801
- Hydrus atrocaeruleus Shaw, 1802
- Coluber pythonissa Daudin, 1803
- Homalopsis aer Boie, 1827
- Hypsirhina bilineata Gray, 1842
- Hypsirhina furcata Gray, 1842

Statut de conservation UICN

 LC  : Préoccupation mineure
Enhydris enhydris est une espèce de serpents de la famille des Homalopsidae.

## Distribution
Cette espèce se rencontre  :
- au Bangladesh ;
- en Birmanie ;
- au Cambodge ;
- en Inde (Bengale-Occidental) ;
- en Indonésie ;
- au Laos ;
- en Malaisie ;
- au Népal ;
- au Pakistan ;
- dans le Sud-Est de la république populaire de Chine ;
- à Singapour ;
- au Sri Lanka ;
- en Thaïlande ;
- au Viêt Nam.

## Description
Enhydris enhydris mesure de 15,5 à 74 cm pour les mâles et de 20,5 à 71,5 cm pour les femelles.

## Publication originale
- Schneider, 1799 : Historiae amphibiorum naturalis et literariae fasciculus primus. vol. 1 (texte intégral).